# Chlara
Chlara Isobel Banawa Magtultol (n. 16 de febrero de 1994, Reino Unido), es una cantante filipina. Se hizo conocer con su primer tema musical de éxito titulado "You Complete Me". Además participó en un álbum titulado " Voices of Love" o "Voces del amor", junto a otras mejores voces de intérpretes femeninas como Susan Wong, Olivia Ong, Julienne Taylor, Emi Fujita, Stacey Kent, Katie Melua y Chantal Chamberland, esta última con la versión de Lionel Richie de su tema musical titulado "Stuck on You". También Chlara hizo algunos covers de temas musicales en Soundcloud y YouTube. Su primer álbum debut se titula Unstoppable, con canciones que fueron extraídos de este álbum como "Me Without You", "Take Care", y "Come Find Me".

## Biografía
Ella nació bajo su nombre verdadero de Chlara Isobel Banawa Magtultol, el 16 de febrero de 1994 en el Reino Unido. Chlara creció en Inglaterra con sus padres antes de trasladarse a las Filipinas a la edad de nueve años. Su padre César, falleció cuando ella tenía unos 2 años de edad. Luego Chlara comenzó a cantar a la edad de tres años y fue influenciada por la música de Filipinas, en la que escuchaba su familia. Más adenate sus influencias musicales fueron artistas como Michael Jackson, Stevie Wonder, Air Supply, The Carpenters, Christina Aguilera, Whitney Houston y Celine Dion. Después de regresar a las Filipinas, Chlara se unió regularmente a los programas de música en la escuela donde estudiaba y comenzó por aprender a tocar la guitarra a la edad 11 años. Chlara empezó por escribir sus propios temas musicales antes de ingresar a la universidad.

## Discografía
Álbum de estudio
- 2014: Unstoppable[1]
- 2016: In A Different Light
- 2018: evo sessions
- 2020: #acousticNOW

Invitados especiales
- 2012: Audiophile Voices - Voices Of Love; performing Stuck On You by Lionel Ritchie[2]
- 2013: Unheard: Singing in Silence
- 2014: Evosound Audiophile Female Vocal: Voices of Love 2; performing Songbird by Fleetwood Mac[3]